# Maragathur, Sakleshpur
Maragathur là một làng thuộc tehsil Sakleshpur, huyện Hassan, bang Karnataka, Ấn Độ.